# Чемпіонат Чернігівської області з футболу 2019
Переможцем чемпіонату Чернігівської області 2019 року став ФК «Чернігів».

## Таблиця чемпіонату
| М | Команда               | І | В | Н | П | РМ    | О  |
| - | --------------------- | - | - | - | - | ----- | -- |
| 1 | «Чернігів»*           | 8 | 7 | 0 | 1 | 35−6  | 21 |
| 2 | «Юність-Ніка»         | 8 | 4 | 2 | 2 | 15−16 | 14 |
| 3 | «Прогрес» (Остапівка) | 8 | 4 | 1 | 3 | 15−13 | 13 |
| 4 | МФК «Ніжин»           | 8 | 3 | 1 | 4 | 19−22 | 10 |
| 5 | ФК «Городня»          | 8 | 0 | 0 | 8 | 3−30  | 0  |

Примітка: 
- Чемпіон
- ФК «Чернігів» також виступав в аматорському чемпіонаті України 2019/20